# Myr et Myroska
Myr et Myroska est un couple de vedettes internationales du music-hall des années 1940 à 1980. Le numéro de Myr et Myroska était fondé sur ce qu'on appelle aujourd'hui le mentalisme : Myr posait des questions concernant un spectateur (âge, prénom , numéro de la carte d'identité…) auxquelles Myroska, les yeux bandés répondait, supposément par « transmission de pensée ». Le couple donna sa première représentation à Bordeaux en 1944 et fit ses adieux au théâtre Princesse Grace de Monte-Carlo en 1984.

## Carrière
Myr et Myroska se rencontrèrent en 1941 dans le village de Castets-en-Dorthe (près de Langon en Aquitaine). Myroska (Marie-Charlotte Baron, 8 octobre 1909 - 29 janvier 2001,) était fille du charcutier du village et Myr (André Audé, 30 août 1907 - 14 décembre 1995) ancien journaliste et chansonnier parisien, avait fui la capitale pour se refugier dans le village pour éviter la menace du service obligatoire en Allemagne. Myr conçut le numéro d'illusion qu'ils répétèrent et travaillèrent jusqu'à la fin de la guerre.
Ils durent leur popularité en France, dans les années 1950 et 1960, à leur amitié avec Jean Nohain qui programmait régulièrement leur numéro dans ses émissions, dont Trente-six chandelles, première grande émission de variétés de la télévision française naissante,.
Leur succès fut si grand et leurs « pouvoirs » si convaincants que Myroska tint régulièrement dans la presse une rubrique de courrier du cœur et de voyance.
Praticiens de la stéganodixie, appelée aujourd'hui mentalisme, stars de la télépathie de music-hall, ils se sont produits avec un grand succès un peu partout dans le monde durant plusieurs décennies. Ils ne revendiquaient ni pouvoirs extra-sensoriels, ni trucages. Jusqu'à leur mort, ils gardèrent leur « truc » jalousement secret.
Leur numéro inspira à Pierre Dac son sketch Madame Arnica, devenu avec Francis Blanche le fameux sketch Le Sâr Rabindranath Duval (1957).
Myr et Myroska terminaient toujours leur spectacle par : « S’il n’y a pas de truc c’est formidable, mais s’il y en a un, reconnaissez que c’est encore plus fort. »

## Reprise du numéro
Des artistes contemporains ont repris leur numéro :
- Carole & Franck Condon ;
- Wanda et Viktor ;
- Édouard et Sarah ;
- Gero et Lucie ;

## Publication
- André Myr, ESTAMPES, ouvrage de poésie sur « la Vie, l'Amour et la Mort », préfacé par Pierre-Jean Vaillard, La Pensée universelle, Paris.